# Михайловка (Владимир)
Миха́йловка — упразднённая в 1933 году деревня, вошедшая в состав города Владимир, административного центра Владимирской области России. На год упразднения входила во Владимирский район Ивановской промышленной области. Современная ул. 16 лет Октября (1917+16=1933, год вхождения деревни в черту города) (Михайловская улица — это территория поселения Михайловские выселки.

## География
Находился у оврага Плотницкий и реки Почайна.

## Топоним
Название восходит к храму Михаила-Архангела в селе Красном, также вошедшем в городскую черту в 1957 году. 

## История
На карте 1927 года Михайловка обозначены вне территории, проектируемой к расширению города (в отличие от деревень Владимировка  и Архангеловка).
До 1929 года входил во Владимирский уезд Владимирской губернии. 
Включёна в городскую черту г. Владимира Постановлением ВЦИК от 1 сентября 1933 года «Об изменениях в административном устройстве Ивановской промышленной области».

## Транспорт
Проходила в XIX веке местная дорога